# ساعة سورين
ساعة سورين هي ساعة انشأ البرج عام 1906 ويقع على عتبة الجسر الخشبي المؤدي لسوق الصيادلة, أو سوق المغايز, أو سوق الهنود.. كانت الساعة والبناء ولستة عقود من المراحل الزمنية المتعاقبة تمثل رمزا للبصرة الحبيبة المزدهرة بالأنشطة التجارية, المرتبطة بالمرافئ العالمية ...
يحتضن هذا البرج ساعة سورين والتي جاء اسمها من المصور الشمسي (سورين), وهو رجل ارمني بدين,كان يتخذ من فتحة الجسر مكانا لكاميرته الخشبية البدائية, وأحبه الناس لابتسامته البريئة ولهجته الهجينة الساخرة... تتميز هذه الساعة بوجوهها الاربع المستديرة ..و يحمل برجها مؤشراً ملاحياً كبيراً لتحديد اتجاهات الريح, وأربعة أسهم مكتوب على أطرافها الحرف الأول للاتجاهات باللغة الإنجليزية وتعمل ساعة سورين بنظام ميكانيكي على ستة تروس مسننة فقط, بينما تعتمد الساعات الأخرى على ثلاثين ترساً مسنناً أو أكثر... صاحب المبنى الذي يجوي البرج والساعة كان تاجراً يهودياً من أصل روسي, وكان وكيلا لشركة ألمانية متخصصة بإنتاج المحركات الميكانيكية والأدوات الكهربائية, ..وكان المبنى يضم مكاتب أكبر تجار البصرة انذاك محمد الثنيان الغانم, ومحمد أحمد الغانم, واشتمل القاطع الخلفي من المبنى على مكتب عبد الله الصقر, وإخوانه, ومكتب خالد العبد اللطيف الحمد وإخوانه, قبل انتقالهم من البصرة واستقرارهم في الكويت.
عام 1965و بذريعة طمس اسمها الأرميني قام محافظ البصرة (محمد الحياني), بازالة البرج والساعة والمبنى .. لتطارده لعنة ساعة سورين بعد يومين حيث قتل في حادث سقوط طائرة في ناحية النشوة ... 
هناك محاولات من بعض الميسورين من اصحاب الشركات التجارية لاعادة الساعة والبناء إلى الوجود من جديد ...وكلنا امل بذلك حتى لكي لا تختفي سورين من الذاكرة إلى الأبد...